# Gemunde
Gemunde ist eine ehemalige Gemeinde der Stadt Maia im Norden Portugals.

## Verwaltung
Gemunde war eine Gemeinde (Freguesia) im Kreis (Concelho) von Maia, im Distrikt Porto. Am 30. Juni 2011 hatte die Gemeinde 5103 Einwohner auf einer Fläche von 5,5 km².
Im Zuge der administrativen Neuordnung 2013 in Portugal wurde die Gemeinde Gemunde mit den Gemeinden São Pedro de Avioso, Santa Maria de Avioso, Gondim und Barca zur neuen Gemeinde Castêlo de Maia zusammengeschlossen.